# Battaglia di Maiorca
La battaglia di Maiorca, nota anche come lo sbarco di Maiorca, fu un'operazione militare anfibia condotta dai repubblicani nella fase iniziale della guerra civile spagnola. L'obiettivo dei governativi era quello di riconquistare l'arcipelago delle Baleari occupato dai franchisti.
Dopo qualche iniziale successo tattico, la spedizione, comandata dal capitano Alberto Bayo, si concluse con un fallimento, quando i nazionalisti contrattaccarono con truppe di terra e attacchi aerei, respingendo i repubblicani in mare.

## Precedenti
I piani per un attacco via mare sulle isole Baleari sembravano essere emersi in modo indipendente tra vari gruppi di miliziani nei giorni successivi alla caduta di Ibiza, Formentera, Maiorca per mano dei ribelli franchisti.
Già il 23 luglio uno squadrone di bombardieri colpì Palma de Maiorca e Cabrera, mentre il 1º agosto una spedizione repubblicana sbarcò su Minorca e Cabrera ma, dopo una lunga lotta, fu costretta a indietreggiare.
Queste azioni, tuttavia, non sono mai state approvate dal governo di Madrid, che ha sempre avuto l'impressione che si trattasse di attacchi confusi e improvvisati.

## La battaglia

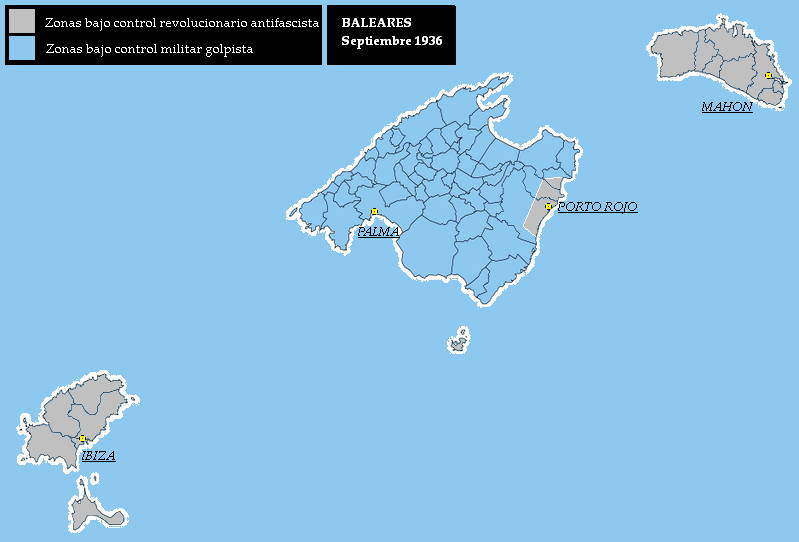
L'avanzata massima dei repubblicani

Il 2 agosto una colonna miliziana salpata da Barcellona, al comando di Alberto Bayo, sbarcò a Minorca. L'obiettivo era quello di creare una testa di ponte per un nuovo e più ampio sbarco. Il giorno successivo, il governo repubblicano bombardò Maiorca con maggiore intensità delle precedenti incursioni aeree.
Il 6 agosto, conclusi i preparativi logistici per lo sbarco, sia il Comitato centrale antifascista della Catalogna sia il governo autonomo di Barcellona diedero il proprio sostegno al piano. Il governo della Repubblica, per timore di un fallimento, preferì osservare lo sviluppo dell'azione senza interferire.
Il giorno seguente, Manuel Uribarri, sbarcò a Formentera con una colonna proveniente da Valencia; il giorno dopo la colonna di Alberto Bayo (nota come Colonna Baleares) sbarcò a Ibiza, conquistandola in pochi giorni, con l'aiuto di Uribarri, formando immediatamente il Comitato antifascista di Ibiza, sotto la responsabilità di Antonio Martínez, del Partito Comunista.
Il quartier generale dell'operazione fu creato a Mahón, sull'isola di Minorca. Un reggimento di volontari stranieri (tra cui francesi e argentini) si aggiunse al contingente.
Il 13 agosto circa 400 miliziani catalani della Federazione Anarchica Iberica, non collegati al piano di Bayo-Uribarri, occuparono Cabrera. Lo stesso giorno, i miliziani della colonna Uribarri tornarono sulla penisola dopo il non raggiungimento di un accordo con Bayo sulla gestione dell'occupazione.
Il 15 Bayo andò sull'isola di Cabrera in cui erano raggruppati i gruppi anarchici. Bayo propose ai miliziani di Cabrera di unirsi a lui per sbarcare sull'isola di Dragonera, ma il comitato anarchico non aderì e non prese parte all'operazione.
I due gruppi, dopo aver lasciato dei presidi a guardia di Ibiza e Formentera, sbarcarono a Maiorca: gli anarchici sbarcarono a Cala Mandia e Cala Anguilla, mentre Bayo, con l'aiuto della flotta repubblicana, sbarcò a Punta Amer.
Nelle prime ore del 16 agosto i miliziani di Bayo milizia vennero rafforzati da un'altra guarnigione (tra i 6 000 e i 10 000 uomini), proveniente da Minorca.
Nonostante i problemi per la scarsa qualità delle armi, i repubblicani riuscirono a spingersi per 12 km all'interno dell'isola, battendo le truppe franchiste che erano composte da 1 200 soldati regolari di fanteria, 300 tra carabineros e guardias civiles, e 2 000 falangisti.
La situazione per i nazionalisti migliorò il 27 agosto, quando arrivarono gli aiuti arrivati dalla vicina Italia fascista. I bombardieri repubblicani, che avevano dato manforte all'avanzata di Bayo, vennero abbattuti dalla notte del 29 agosto dagli aerei Fiat C.R.32 italiani dell'Aeroporto di Palma di Maiorca comandati da Luigi Gallo.
Dalla sera del 31 agosto arrivano a supporto tre trimotori S.M.81 da bombardamento dell'Aviazione Legionaria.
I repubblicani, non essendo stati in grado di sopportare il contrattacco, piombarono nella confusione e iniziarono ad essere decimati. Il 5 settembre iniziarono a ritirarsi, completando il disimpegno il 12.
Il 19 l'intero arcipelago era di nuovo in mano ai franchisti e agli italiani, che diedero così inizio all'occupazione italiana di Maiorca.